# Homidiana lederi
Homidiana lederi är en fjärilsart som beskrevs av Pfeiffer 1925. Homidiana lederi ingår i släktet Homidiana och familjen Sematuridae. Inga underarter finns listade i Catalogue of Life.